# Wikiwersytet
Wikiwersytet (ang. Wikiversity) – projekt Wikimedia Foundation będący wspólnotą, która powołana jest z myślą o tworzeniu i używaniu wolnych materiałów do nauki i ćwiczeń.
Pierwotnie projekt funkcjonował w ramach Wikibooks (2003), jednak z powodu formuły wykraczającej poza założenia projektu został utworzony oddzielny projekt, po złożeniu formalnej propozycji w listopadzie 2005 roku. Według danych z 29 sierpnia 2012 Wikiversity działał w czternastu językach: angielskim, arabskim, czeskim, fińskim, francuskim, greckim, hiszpańskim, japońskim, niemieckim, portugalskim, rosyjskim, słoweńskim, szwedzkim oraz włoskim. Między innymi polskojęzyczna wersja jest w fazie beta.
Wikiversity jest wielowymiarową społeczną organizacją stworzoną, aby uczyć się, nauczać, badać i służyć. Jej główne cele to:
- tworzenie i udostępnianie wolnych, multimedialnych materiałów nauki, źródeł i programów nauczania dla każdej grupy wiekowej w każdym języku,
- tworzenie wspólnie opracowanych projektów nauki i wspólnot wokół tych materiałów.